# Cornel Popescu (bober)
Cornel Popescu (n. 8 iunie 1960, Roman, Neamț, România) este un fost bober român. El a concurat în probele de bob - 2 persoane și bob - 4 persoane la Jocurile Olimpice de Iarnă din 1984.